# Eufrontina spectabilis
Eufrontina spectabilis là một loài ruồi trong họ Tachinidae.